# Microdeuterus
Microdeuterus is een geslacht van wantsen uit de familie van de Acanthosomatidae (Kielwantsen). Het geslacht werd voor het eerst wetenschappelijk beschreven door Dallas in 1851.

## Soorten
Het genus bevat de volgende soorten:

- Microdeuterus aequalis Walker, 1867
- Microdeuterus dallasi Atkinson, 1888
- Microdeuterus dohrni Breddin, 1900
- Microdeuterus hainanensis S.L. Liu, 1989
- Microdeuterus humerus Ahmad & Moizuddin, 1990
- Microdeuterus insulanus Stål, 1876
- Microdeuterus javanus Breddin, 1903
- Microdeuterus megacephalus (Herrich-Schaeffer, 1845)
- Microdeuterus pallescens Stål, 1871